# Todt Hill

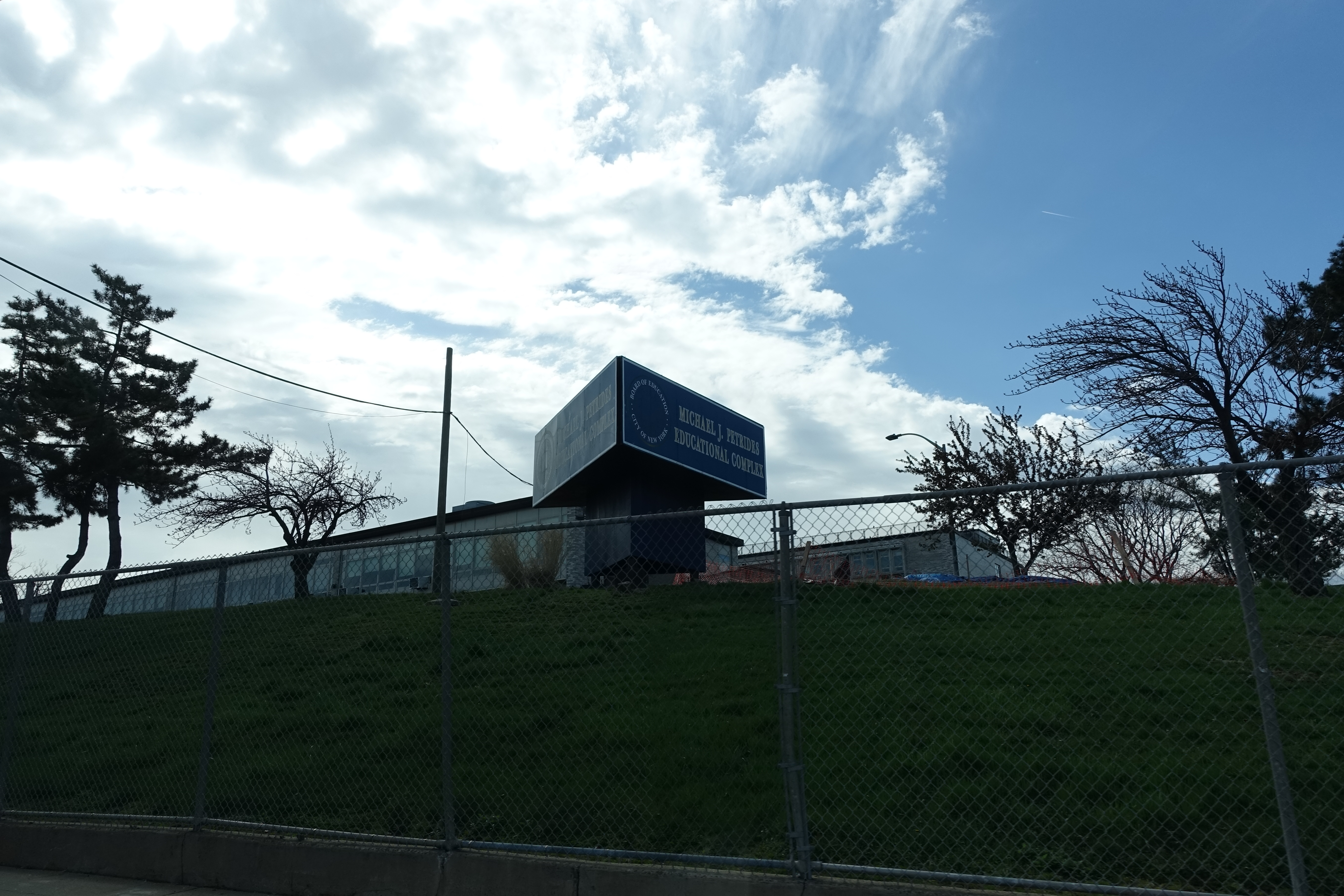
Die Michael J. Petrides School (P.S. 80, Petrides High School, Petrides Complex), am Millford Drive und der Renwick Avenue in Todt Hill

Todt Hill ist ein exklusives Wohnviertel im Stadtbezirk Staten Island und die höchste natürliche Erhebung New York Citys.

## Etymologie
Der Name „Todt Hill“ stammt vermutlich vom deutschen Wort „Tod“ für „Tod“, was sich auf die Nutzung als Begräbnisstätte bezieht. Eine andere Theorie führt den Namen auf niederländische Siedler zurück, die den Hügel wegen seiner kargen, baumlosen Erscheinung so nannten. Auch der Name „Yserberg“ (Eisenhügel) war wegen des Eisenabbaus gebräuchlich. Die genaue Herkunft ist umstritten, doch die Verbindung zu Friedhöfen und Eisenabbau ist historisch belegt.

## Lage

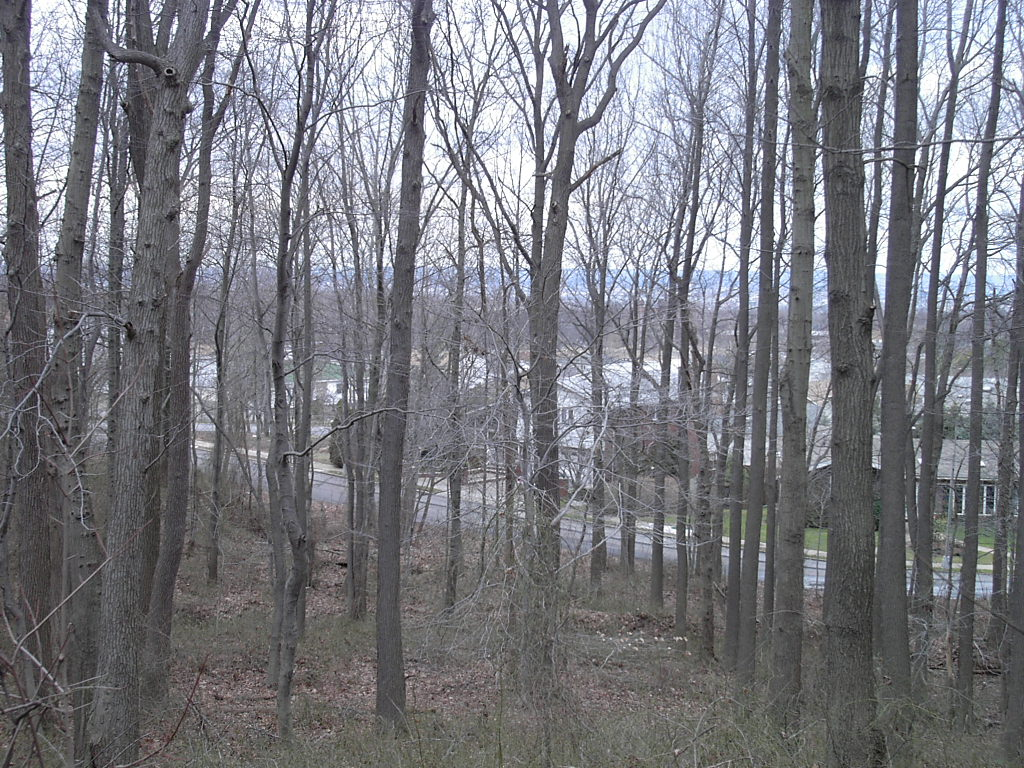
Todt Hill

Todt Hill grenzt im Nordosten an Emerson Hill, im Westen an Latourette Park und das Viertel Manor Heights, im Südosten an Richmond Road, das die Grenze zu Dongan Hills und Grant City bildet.
Todt Hill  erhebt sich bis zu 125 Meter über dem Meeresspiegel. Es ist damit der höchste Punkt der Stadt und der gesamten Atlantikküste zwischen Florida und Maine. Die geologische Besonderheit des Hügels entstand durch Gletscherbewegungen während der Eiszeit, die das heutige Landschaftsbild prägten.

## Demografie
Todt Hill ist überwiegend von wohlhabenden Familien bewohnt. Die Bevölkerung ist mehrheitlich weiß, mit einem hohen Anteil an älteren Bewohnern und einer überdurchschnittlichen Bildungsquote. Das Viertel gilt als eines der exklusivsten Wohngebiete New Yorks.

## Geschichte
Die ersten Siedler waren Niederländer und Deutsche, die bereits im 17. Jahrhundert das Gebiet besiedelten. Im 18. und 19. Jahrhundert wurde auf Todt Hill Eisen abgebaut, was dem Hügel den Namen „Yserberg“ einbrachte. Ab Mitte des 19. Jahrhunderts entwickelte sich das Viertel zu einem beliebten Standort für Landhäuser wohlhabender Geschäftsleute und Industrieller. Bedeutende Architekten wie Ernest Flagg prägten das Bild des Viertels mit ihren Villen. Der Moravian Cemetery am Fuß des Hügels ist eine der ältesten und bedeutendsten Begräbnisstätten der Stadt.

## Berühmte Persönlichkeiten
Zu den bekanntesten Bewohnern von Todt Hill zählen Mitglieder der Familie Vanderbilt, der erste Borough President von Staten Island George Cromwell, sowie der Architekt Ernest Flagg.